# Yoon Suk-yeol
Yoon Suk-yeol (koreansk: 윤석열; født 18. december 1960) er en sydkoreansk politiker som var Sydkoreas præsident 10. maj 2022. Han har tidligere virket som offentlig anklager og advokat. Han blev afsat som præsident af den sydkoreanske forfatningsdomstol 4. april 2025.
Yoon er født i Seoul og har studeret på Seoul Nationale Universitet. Som anklager i Seoul spillede han en nøglerolle i at dømme de tidligere præsidenter Park Geun-hye og Lee Myung-bak for magtmisbrug. Senere fungerede Yoon som generalanklager i Sydkorea mellem 2019 og 2021, hvor han medvirkede ved domfældelsen over Cho Kuk, en indflydelsesrig person i præsident Moon Jae-ins regering.
Yoon er medlem af det konservative Folkemagtspartiet og besejrede snævert Lee Jae-myung fra Demokraterne ved det sydkoreanske præsidentvalg i 2022. Yoon tiltrådte som præsident den 10. maj 2022. Han gik valg på at bekæmpe korruption og ulighed i Sydkorea.
Sydkoreas parlament vedtog 14. december 2024, at igangsætte en rigsretssag mod Yoon. Yoon er derfor suspenderet, indtil forfatningsdomstolen træffer sin afgørelse.